# Världsmästerskapet i rugby 2007
Världsmästerskapet i rugby 2007 arrangerades av Frankrike mellan 7 september och 20 oktober 2007. Turneringen vanns av Sydafrika som slog England med 15-6 i finalmatchen. Över 90 lag deltog i kvalspelet, och 20 lag kvalificerade sig och spelade om Webb Ellis-pokalen.
20 lag spelade 48 matcher över 44 dagar. 42 matcher spelades i Frankrike, fyra matcher i Cardiff, Wales, och två matcher i Edinburgh, Skottland.

## Kvalifikation

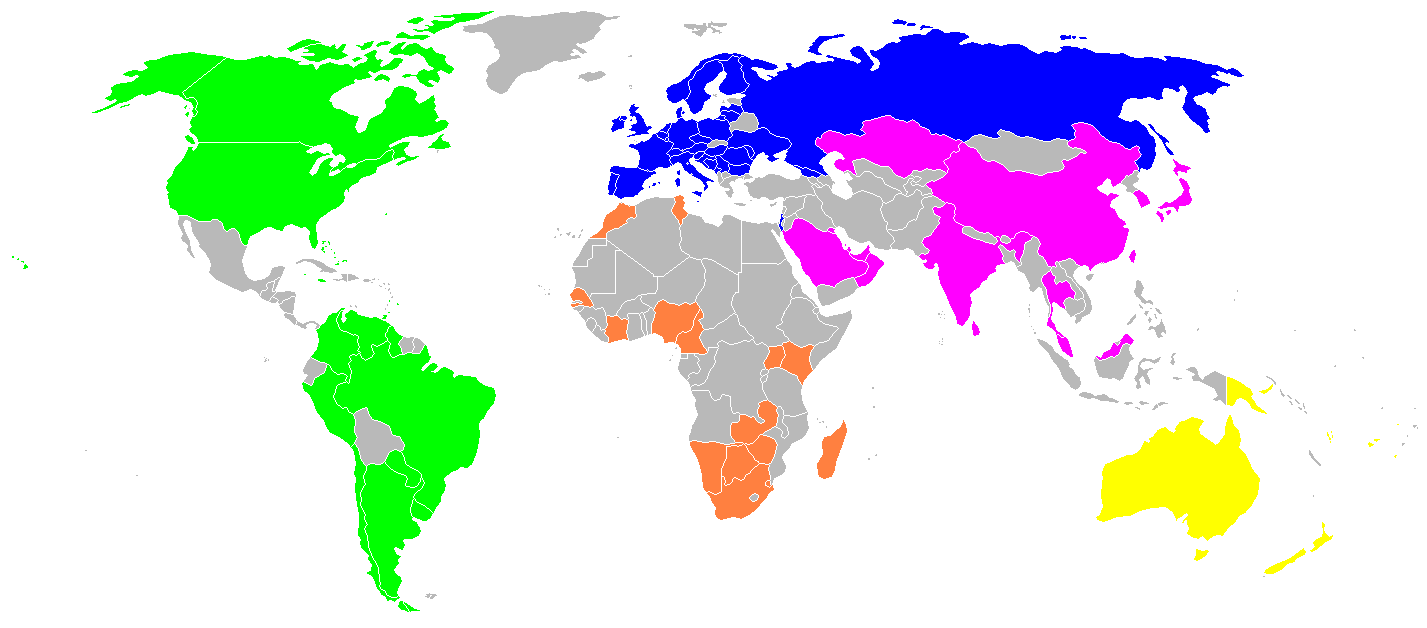
Deltagande länder i kvalifikationen

Över 90 lag spelade kvalifikationen och 20 lag kvalificerade sig och kommer att spela om Webb Ellis-pokalen.
Kvartsfinalisterna från VM 2003 i Australien var automatiskt kvalificerade (markerad med * nedan), medan de resterade lagen spelade regionala kvalifikationsmatcher: Afrika, Amerika, Asien, Europa och Oceanien.
| från Afrika   | Namibia        | Sydafrika (*) |                 |            |         |
| från Amerika  | Argentina      | Kanada        | USA             |            |         |
| från Asien    | Japan          |               |                 |            |         |
| från Europa   | England (*)    | Frankrike (*) | Georgien        | Irland (*) | Italien |
|               | Rumänien       | Skottland (*) | Wales (*)       | Portugal   |         |
| från Oceanien | Australien (*) | Fiji          | Nya Zeeland (*) | Samoa      | Tonga   |

## Kvalificerade lag
| Grupp A                                     | Grupp B                                      | Grupp C                                                   | Grupp D                                               |
| ------------------------------------------- | -------------------------------------------- | --------------------------------------------------------- | ----------------------------------------------------- |
| - England - Samoa - Sydafrika - Tonga - USA | - Australien - Kanada - Fiji - Japan - Wales | - Nya Zeeland - Italien - Portugal - Rumänien - Skottland | - Argentina - Frankrike - Georgien - Irland - Namibia |

## Arenor

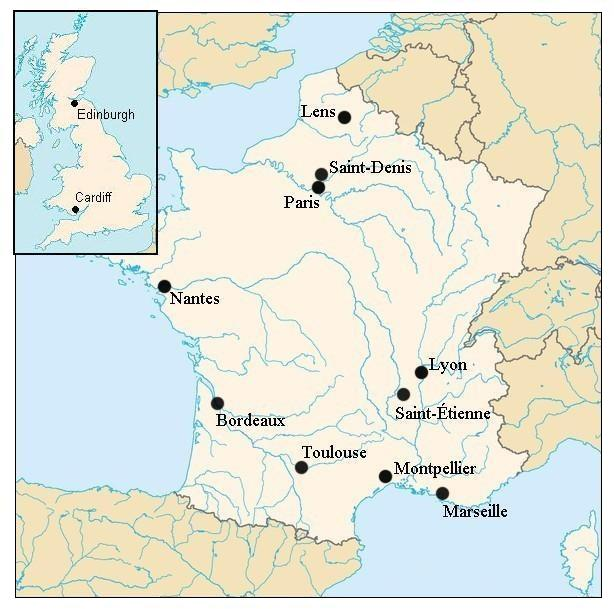
Spelorter

| Stad          | Arena                   | Land      | Kapacitet |
| ------------- | ----------------------- | --------- | --------- |
| Saint-Denis   | Stade de France         | Frankrike | 80 000    |
| Cardiff       | Millennium Stadium      | Wales     | 74 500    |
| Edinburgh     | Murrayfield             | Skottland | 67 500    |
| Marseille     | Stade Vélodrome         | Frankrike | 60 000    |
| Paris         | Parc des Princes        | Frankrike | 49 000    |
| Lens          | Stade Félix Bollaert    | Frankrike | 41 800    |
| Lyon          | Stade Gerland           | Frankrike | 41 200    |
| Nantes        | Stade de la Beaujoire   | Frankrike | 38 500    |
| Toulouse      | Stade de Toulouse       | Frankrike | 37 000    |
| Saint-Étienne | Stade Geoffroy-Guichard | Frankrike | 36 000    |
| Bordeaux      | Parc Lescure            | Frankrike | 35 200    |
| Montpellier   | Stade de la Mosson      | Frankrike | 33 900    |

## Gruppfasen
Det finns fyra grupper med fem lag var. De två förstplacerade kvalificerar sig till kvartsfinalen.
Poängfördelning:
- 4 poäng för seger
- 2 poäng vid oavgjort
- 0 poäng vid nederlag (före möjliga bonuspoäng)
- 1 bonuspoäng för fyra eller fler försök (tries)
- 1 bonuspoäng vid ett nederlag med mindre än sju poängs skillnad

### Grupp A
| Nation    | S | V | O | F | TF | PF  | PA  | PS   | BP | P  |
| --------- | - | - | - | - | -- | --- | --- | ---- | -- | -- |
| Sydafrika | 4 | 4 | 0 | 0 | 24 | 189 | 47  | +142 | 3  | 19 |
| England   | 4 | 3 | 0 | 1 | 11 | 108 | 88  | +20  | 2  | 14 |
| Tonga     | 4 | 2 | 0 | 2 | 9  | 89  | 96  | −7   | 1  | 9  |
| Samoa     | 4 | 1 | 0 | 3 | 5  | 69  | 143 | −74  | 1  | 5  |
| USA       | 4 | 0 | 0 | 4 | 7  | 61  | 142 | −81  | 1  | 1  |

| Hemma \ Borta | England | Samoa | Sydafrika | Tonga | USA   |
| England       | —       | 44–22 | 0–36      | 36–20 | 28–10 |
| Samoa         | —       | —     | —         | 15–19 | 25–21 |
| Sydafrika     | —       | 59–7  | —         | 30–25 | 64–15 |
| Tonga         | —       | —     | —         | —     | —     |
| USA           | —       | —     | —         | 15–25 | —     |

### Grupp B
| Nation     | S | V | O | F | TF | PF  | PA  | PS   | BP | P  |
| ---------- | - | - | - | - | -- | --- | --- | ---- | -- | -- |
| Australien | 4 | 4 | 0 | 0 | 30 | 215 | 41  | +174 | 4  | 20 |
| Fiji       | 4 | 3 | 0 | 1 | 14 | 114 | 136 | −22  | 3  | 15 |
| Wales      | 4 | 2 | 0 | 2 | 23 | 168 | 105 | +63  | 4  | 12 |
| Japan      | 4 | 0 | 1 | 3 | 7  | 64  | 210 | −146 | 1  | 3  |
| Kanada     | 4 | 0 | 1 | 3 | 6  | 51  | 120 | −69  | 0  | 2  |

| Hemma \ Borta | Australien | Fiji  | Japan | Kanada | Wales |
| Australien    | —          | 55–12 | 91–3  | 37–6   | —     |
| Fiji          | —          | —     | —     | 29–16  | —     |
| Japan         | —          | 31–35 | —     | —      | —     |
| Kanada        | —          | —     | 12–12 | —      | —     |
| Wales         | 20–32      | 34–38 | 72–18 | 42–17  | —     |

### Grupp C
| Nation      | S | V | O | F | TF | PF  | PA  | PS   | BP | P  |
| ----------- | - | - | - | - | -- | --- | --- | ---- | -- | -- |
| Nya Zeeland | 4 | 4 | 0 | 0 | 46 | 309 | 35  | +274 | 4  | 20 |
| Skottland   | 4 | 3 | 0 | 1 | 14 | 116 | 66  | +50  | 2  | 14 |
| Italien     | 4 | 2 | 0 | 2 | 8  | 85  | 117 | −32  | 1  | 9  |
| Rumänien    | 4 | 1 | 0 | 3 | 5  | 40  | 161 | −121 | 1  | 5  |
| Portugal    | 4 | 0 | 0 | 4 | 4  | 38  | 209 | −171 | 1  | 1  |

| Hemma \ Borta | Italien | Nya Zeeland | Portugal | Rumänien | Skottland |
| Italien       | —       | —           | 31–5     | 24–18    | —         |
| Nya Zeeland   | 76–14   | —           | 108–13   | 85–8     | —         |
| Portugal      | —       | —           | —        | —        | —         |
| Rumänien      | —       | —           | 14–10    | —        | —         |
| Skottland     | 18–16   | 0–40        | 56–10    | 42–0     | —         |

### Grupp D
| Nation    | S | V | O | F | TF | PF  | PA  | PS   | BP | P  |
| --------- | - | - | - | - | -- | --- | --- | ---- | -- | -- |
| Argentina | 4 | 4 | 0 | 0 | 16 | 143 | 33  | +110 | 2  | 18 |
| Frankrike | 4 | 3 | 0 | 1 | 24 | 188 | 37  | +151 | 3  | 15 |
| Irland    | 4 | 2 | 0 | 2 | 9  | 64  | 82  | −18  | 1  | 9  |
| Georgien  | 4 | 1 | 0 | 3 | 5  | 50  | 111 | −61  | 1  | 5  |
| Namibia   | 4 | 0 | 0 | 4 | 3  | 30  | 212 | −182 | 0  | 0  |

| Hemma \ Borta | Argentina | Frankrike | Georgien | Irland (ö) | Namibia |
| Argentina     | —         | —         | 33–3     | —          | 63–3    |
| Frankrike     | 12–17     | —         | 64–7     | 25–3       | 87–10   |
| Georgien      | —         | —         | —        | —          | 30–0    |
| Irland        | 15–30     | —         | 14–10    | —          | 32–17   |
| Namibia       | —         | —         | —        | —          | —       |

## Slutspel
|  | Kvartsfinaler                           | Kvartsfinaler                          |                                           |                                           | Semifinaler                               | Semifinaler   |             |      | Final                                | Final      |
|  | 0                                       | 0                                      | 0                                         | 0                                         | 0                                         | 0             | 0           | 0    | 0                                    | 0          |
|  | 6 oktober - Stade Vélodrome, Marseille  | 6 oktober - Stade Vélodrome, Marseille | 0                                         | 0                                         |                                           |               | 0           | 0    |                                      |            |
|  | 6 oktober - Stade Vélodrome, Marseille  | 6 oktober - Stade Vélodrome, Marseille | 0                                         | 0                                         |                                           |               | 0           | 0    |                                      |            |
|  | 0 Australien                            | 0 10                                   | 0                                         | 0                                         |                                           |               | 0           | 0    |                                      |            |
|  | 0 Australien                            | 0 10                                   | 0                                         | 0                                         | 13 oktober - Stade de France, Saint-Denis |               | 0           | 0    |                                      |            |
|  | 0 England                               | 0 12                                   | 0                                         | 0                                         |                                           |               | 0           | 0    |                                      |            |
|  | 0 England                               | 0 12                                   | 0                                         | 0                                         | 0 England                                 | 0 14          | 0           | 0    |                                      |            |
|  | 6 oktober - Millennium Stadium, Cardiff |                                        | 0                                         | 0                                         | 0 England                                 | 0 14          | 0           | 0    |                                      |            |
|  | 0                                       | 0 Frankrike                            | 0                                         | 0 9                                       | 0                                         |               |             | 0    |                                      |            |
|  | 0                                       | 0 Frankrike                            | 0                                         | 0 9                                       | 0                                         | 0 Nya Zeeland | 0 18        | 0    |                                      |            |
|  | 0                                       |                                        | 0                                         | 20 oktober - Stade de France, Saint-Denis | 0                                         | 0 Nya Zeeland | 0 18        | 0    |                                      |            |
|  | 0                                       | 0 Frankrike                            | 0 20                                      | 0                                         | 0                                         |               |             | 0    |                                      |            |
|  | 0                                       | 0 Frankrike                            | 0 20                                      | 0                                         | 0                                         | 0 England     | 0 6         | 0    |                                      |            |
|  | 0                                       | 7 oktober - Stade Vélodrome, Marseille |                                           | 0                                         | 0                                         | 0 England     | 0 6         | 0    |                                      |            |
|  | 0                                       | 0                                      | 0 Sydafrika                               | 0                                         | 0                                         | 0 15          |             |      |                                      |            |
|  | 0                                       | 0                                      | 0 Sydafrika                               | 0                                         | 0                                         | 0 15          | 0 Sydafrika | 0 37 |                                      |            |
|  | 0                                       | 0                                      | 14 oktober - Stade de France, Saint-Denis | 0                                         | 0                                         |               | 0 Sydafrika | 0 37 |                                      |            |
|  | 0                                       | 0                                      | 0 Fiji                                    | 0 20                                      | 0                                         | 0             |             |      |                                      |            |
|  | 0                                       | 0                                      | 0 Fiji                                    | 0 20                                      | 0                                         | 0             | 0 Sydafrika | 0 37 | Bronsmatch                           | Bronsmatch |
|  | 0                                       | 0                                      | 7 oktober - Stade de France, Saint-Denis  |                                           | 0                                         | 0             | 0 Sydafrika | 0 37 | Bronsmatch                           | Bronsmatch |
|  | 0                                       | 0                                      | 0 Argentina                               | 0 13                                      | 0                                         | 0             |             |      |                                      |            |
|  | 0                                       | 0                                      | 0 Argentina                               | 0 13                                      | 0                                         | 0             | 0 Argentina | 0 19 | 0 Frankrike                          | 0 10       |
|  | 0                                       | 0                                      |                                           |                                           | 0                                         | 0             | 0 Argentina | 0 19 | 0 Frankrike                          | 0 10       |
|  | 0                                       | 0                                      | 0 Skottland                               | 0 13                                      | 0                                         | 0             | 0 Argentina | 0 34 |                                      |            |
|  | 0                                       | 0                                      | 0 Skottland                               | 0 13                                      | 0                                         | 0             | 0 Argentina | 0 34 |                                      |            |
|  |                                         |                                        |                                           |                                           |                                           |               |             |      | 19 oktober - Parc des Princes, Paris |            |
|  |                                         |                                        |                                           |                                           |                                           |               |             |      |                                      |            |

### Kvartsfinaler
| Lag 1       | Resultat | Lag 2     |
| Australien  | 10–12    | England   |
| Nya Zeeland | 18–20    | Frankrike |
| Sydafrika   | 37–20    | Fiji      |
| Argentina   | 19–13    | Skottland |

### Semifinaler
| Lag 1     | Resultat | Lag 2     |
| England   | 14–90    | Frankrike |
| Sydafrika | 37–13    | Argentina |

### Bronsmatch
| Lag 1     | Resultat | Lag 2     |
| Frankrike | 10–34    | Argentina |

### Final
| Lag 1   | Resultat | Lag 2     |
| England | 6–15     | Sydafrika |

| Världsmästare i rugby 2007 |
| -------------------------- |
| Sydafrika Andra titeln     |

### Kvartsfinal
1:a kvartsfinalen
| Match      | Australien - England |
| Resultat   | 10 - 12 |
| Datum      | 6 oktober 2007 |
| Arena      | Stade Vélodrome i Marseille (Frankrike) |
| Domare     | Irland Alain Rolland |

Startuppställning Australien – England

| Australien | Uppställning: 1 Matt Dunning, 2 Stephen Moore, 3 Guy Shepherdson, 4 Nathan Sharpe, 5 Daniel Vickerman, 6 Rocky Elsom, 7 George Smith, 8 Wycliff Palu, 9 George Gregan, 10 Berrick Barnes, 11 Lote Tuqiri, 12 Matt Giteau, 13 Stirling Mortlock (kap.), 14 Adam Ashley-Cooper, 15 Chris Latham Avbytare: 16 Adam Freier, 17 Al Baxter, 18 Hugh McMeniman, 19 Stephen Hoiles, 20 Phil Waugh, 21 Julian Huxley, 22 Drew Mitchell |

Startuppställning England – Sydafrika

| England    | Uppställning: 1 Andrew Sheridan, 2 Mark Regan, 3 Phil Vickery (kap.), 4 Simon Shaw, 5 Ben Kay, 6 Martin Corry, 7 Lewis Moody, 8 Nick Easter, 9 Andy Gomarsall, 10 Jonny Wilkinson, 11 Josh Lewsey, 12 Mike Catt, 13 Mathew Tait, 14 Paul Sackey, 15 Jason Robinson Avbytare: 16 George Chuter, 17 Matt Stevens, 18 Lawrence Dallaglio, 19 Joe Worsley, 20 Peter Richards, 21 Toby Flood, 22 Dan Hipkiss                       |
| Poäng      | Australien: Ett försök Tuqiri (33.), en dropkick Mortlock (34.), ett straffspark Mortlock (7.) England: Fyra straffspark Wilkinson (21., 25., 52., 60.) |

2:a kvartsfinalen
| Match       | Nya Zeeland - Frankrike |
| Resultat    | 18 - 20 |
| Datum       | 6 oktober 2007 |
| Arena       | Millennium Stadium i Cardiff (Wales) |
| Domare      | England Wayne Barnes |

Startuppställning Nya Zeeland – Frankrike

| Nya Zeeland | Uppställning: 1 Tony Woodcock, 2 Anton Oliver, 3 Carl Hayman, 4 Keith Robinson, 5 Ali Williams, 6 Jerry Collins, 7 Richie McCaw (kap.), 8 Rodney So'oialo, 9 Byron Kelleher, 10 Daniel Carter, 11 Sitiveni Sivivatu, 12 Luke McAlister, 13 Mils Muliaina, 14 Joe Rokocoko, 15 Leon MacDonald Avbytare: 16 Keven Mealamu, 17 Neemia Tialata, 18 Chris Jack, 19 Chris Masoe, 20 Brendon Leonard, 21 Nick Evans, 22 Isaia Toeava                                                              |
| Frankrike   | Uppställning: 1 Olivier Milloud, 2 Raphaël Ibanez (kap.), 3 Pieter de Villiers, 4 Jérôme Thion, 5 Fabien Pelous, 6 Serge Betsen, 7 Thierry Dusautoir, 8 Julien Bonnaire, 9 Jean-Baptiste Elissalde, 10 Lionel Beauxis, 11 Cédric Heymans, 12 Yannick Jauzion, 13 David Marty, 14 Vincent Clerc, 15 Damien Traille Avbytare: 16 Dimitri Szarzewski, 17 Jean-Baptiste Poux, 18 Sébastien Chabal, 19 Imanol Harinordoquy, 20 Frédéric Michalak, 21 Christophe Dominici, 22 Clément Poitrenaud |
| Poäng       | Nya Zeeland: Två försök McAlister (17.), So'oialo (63.), en målspark Carter (18.), två straffspark Carter (13., 31.) Frankrike: Två försök Dusautoir (54.), Jauzion (68.), två målspark Beauxis (55.), Elissalde (69.), två straffspark Beauxis (40., 46.) |

3:e kvartsfinalen
| Match     | Sydafrika - Fiji |
| Resultat  | 37 - 20 |
| Datum     | 7 oktober 2007 |
| Arena     | Stade Vélodrome i Marseille (Frankrike) |
| Domare    | Irland Alan Lewis |

Startuppställning Sydafrika – Fiji

| Sydafrika | Uppställning: 1 Os du Randt, 2 John Smit (kap.), 3 CJ van der Linde, 4 Bakkies Botha, 5 Victor Matfield, 6 Schalk Burger, 7 Juan Smith, 8 Danie Rossouw, 9 Fourie du Preez, 10 Butch James, 11 Bryan Habana, 12 François Steyn, 13 Jaque Fourie, 14 JP Pietersen, 15 Percy Montgomery Avbytare: 16 Gary Botha, 17 Gurthro Steenkamp, 18 Jannie du Plessis, 19 Johann Muller, 20 Wikus van Heerden, 21 Ruan Pienaar, 22 Wynand Olivier / Andre Pretorius |
| Fiji      | Uppställning: 1 Graham Dewes, 2 Sunia Koto, 3 Henry Qiodravu, 4 Kele Leawere, 5 Ifereimi Rawaqa, 6 Semisi Naevo, 7 Akapusi Qera, 8 Sisa Koyamaibole, 9 Mosese Rauluni (kap.), 10 Seremaia Bai, 11 Sireli Bobo, 12 Seru Rabeni, 13 Kameli Ratuvou, 14 Vilimoni Delasau, 15 Norman Ligairi Avbytare: 16 Bill Gadolo, 17 Jone Railomo, 18 Aca Ratuva, 19 Wame Lewaravu, 20 Jone Daunivucu, 21 Waisea Luveniyali, 22 Gabiriele Lovobalavu                   |
| Poäng     | Sydafrika: Fem försök Fourie (13.), Smit (35.), Pietersen (53.), Smith (69.), James (80.), tre målspark Montgomery (54., 70., 80.), två straffspark Steyn (8.), Montgomery (63.) Fiji: Två försök Delasau (57.), Bobo (59.), två målspark Bai (58., 60.), två straffspark Bai (25., 43.) |

4:e kvartsfinalen
| Match     | Argentina - Skottland |
| Resultat  | 19 - 13 |
| Datum     | 7 oktober 2007 |
| Arena     | Stade de France i Saint-Denis (Frankrike) |
| Domare    | Frankrike Joël Jutge |

Startuppställning Argentina – Skottland

| Argentina | Uppställning: 1 Rodrigo Roncero, 2 Mario Ledesma, 3 Martin Scelzo, 4 Ignacio Fernandez Lobbe, 5 Patricio Albacete, 6 Lucas Ostiglia, 7 Juan Martín Fernández Lobbe, 8 Gonzalo Longo, 9 Agustin Pichot (kap.), 10 Juan Martin Hernandez, 11 Horacio Agulla, 12 Felipe Contepomi, 13 Manuel Contepomi, 14 Lucas Borges, 15 Ignacio Corleto Avbytare: 16 Alberto Vernet Basualdo, 17 Omar Hasan, 18 Rimas Alvarez Kairelis, 19 Juan Manuel Leguizamon, 20 Nicolas Fernandez Miranda, 21 Federico Todeschini, 22 Hernan Senillosa |
| Skottland | Uppställning: 1 Gavin Kerr, 2 Ross Ford, 3 Euan Murray, 4 Nathan Hines, 5 Jim Hamilton, 6 Jason White (kap.), 7 Allister Hogg, 8 Simon Taylor, 9 Mike Blair, 10 Dan Parks, 11 Chris Paterson, 12 Rob Dewey, 13 Simon Webster, 14 Sean Lamont, 15 Rory Lamont Avbytare: 16 Scott Lawson, 17 Craig Smith, 18 Scott MacLeod, 19 Kelly Brown, 20 Chris Cusiter, 21 Andrew Henderson, 22 Hugo Southwell |
| Poäng     | Argentina: Ett försök Longo Elía (33.), en målspark F. Contepomi (34.), tre straffspark F. Contepomi (23., 29., 43.), en dropkick Hernández (54.) Skottland: Ett försök Cusiter (63.), en målspark Paterson (64.), två straffspark Parks (16.), Paterson (38.) |

### Semifinal
1:a semifinalen
| Match     | Frankrike - England |
| Resultat  | 9 - 14 |
| Datum     | 13 oktober 2007 |
| Arena     | Stade de France i Saint-Denis (Frankrike) |
| Domare    | Sydafrika Jonathan Kaplan |

Startuppställning England – Frankrike

| Frankrike | Uppställning: 1 Olivier Milloud, 2 Raphaël Ibanez (kap.), 3 Pieter de Villiers, 4 Jérôme Thion, 5 Fabien Pelous, 6 Serge Betsen, 7 Thierry Dusautoir, 8 Julien Bonnaire, 9 Jean-Baptiste Elissalde, 10 Lionel Beauxis, 11 Cédric Heymans, 12 Yannick Jauzion, 13 David Marty, 14 Vincent Clerc, 15 Damien Traille Avbytare: 16 Dimitri Szarzewski, 17 Jean-Baptiste Poux, 18 Sébastien Chabal, 19 Imanol Harinordoquy, 20 Frédéric Michalak, 21 Christophe Dominici, 22 Clément Poitrenaud |
| England   | Uppställning: 1 Andrew Sheridan, 2 Mark Regan, 3 Phil Vickery (kap.), 4 Simon Shaw, 5 Ben Kay, 6 Martin Corry, 7 Lewis Moody, 8 Nick Easter, 9 Andy Gomarsall, 10 Jonny Wilkinson, 11 Josh Lewsey, 12 Mike Catt, 13 Mathew Tait, 14 Paul Sackey, 15 Jason Robinson Avbytare: 16 George Chuter, 17 Matt Stevens, 18 Lawrence Dallaglio, 19 Joe Worsley, 20 Peter Richards, 21 Toby Flood, 22 Dan Hipkiss                                                                                    |
| Poäng     | Frankrike: Tre straffspark Beauxis (8., 18., 44.) England: Ett försök Lewsey (2.), två straffspark Wilkinson (47., 74.), en dropkick Wilkinson (77.) |

2:a semifinalen
| Match     | Sydafrika - Argentina |
| Resultat  | 37 - 13 |
| Datum     | 14 oktober 2007 |
| Arena     | Stade de France i Saint-Denis (Frankrike) |
| Domare    | Nya Zeeland Steve Walsh |

Startuppställning Sydafrika – Argentina

| Sydafrika | Uppställning: 1 Os du Randt, 2 John Smit (kap.), 3 CJ van der Linde, 4 Bakkies Botha, 5 Victor Matfield, 6 Schalk Burger, 7 Juan Smith, 8 Danie Rossouw, 9 Fourie du Preez, 10 Butch James, 11 Bryan Habana, 12 François Steyn, 13 Jaque Fourie, 14 JP Pietersen, 15 Percy Montgomery Avbytare: 16 Bismarck du Plessis, 17 Jannie du Plessis, 18 Johann Muller, 19 Bobby Skinstad, 20 Ruan Pienaar, 21 Andre Pretorius, 22 Wynand Olivier                                                                                  |
| Argentina | Uppställning: 1 Rodrigo Roncero, 2 Mario Ledesma, 3 Martin Scelzo, 4 Ignacio Fernandez Lobbe, 5 Patricio Albacete, 6 Lucas Ostiglia, 7 Juan Martín Fernández Lobbe, 8 Gonzalo Longo, 9 Agustin Pichot (kap.), 10 Juan Martin Hernandez, 11 Horacio Agulla, 12 Felipe Contepomi, 13 Manuel Contepomi, 14 Lucas Borges, 15 Ignacio Corleto Avbytare: 16 Alberto Vernet Basualdo, 17 Omar Hasan, 18 Rimas Alvarez Kairelis, 19 Juan Manuel Leguizamon, 20 Nicolas Fernandez Miranda, 21 Federico Todeschini, 22 Gonzalo Tiesi |
| Poäng     | Sydafrika: Fyra försök du Preez (7.), Habana (32., 76.), Rossouw (40.), fyra målspark Montgomery (8., 33., 40., 77.), tre straffspark Montgomery (17., 71., 75.) Argentina: Ett försök M. Contepomi (45.), en målspark F. Contepomi (46.), två straffspark F. Contepomi (15., 30.) |

### Bronsmatch
| Match     | Frankrike - Argentina |
| Resultat  | 10 - 34 |
| Datum     | 19 oktober 2007 |
| Arena     | Parc des Princes i Paris (Frankrike) |
| Domare    | Nya Zeeland Paul Honiss |

Startuppställning Frankrike – Argentina

| Frankrike | Uppställning: 1 Jean-Baptiste Poux, 2 Raphaël Ibañez (kap.), 3 Pieter de Villiers, 4 Lionel Nallet, 5 Jérôme Thion, 6 Yannick Nyanga, 7 Thierry Dusautoir, 8 Imanol Harinordoquy, 9 Jean-Baptiste Elissalde, 10 Frédéric Michalak, 11 Christophe Dominici, 12 David Marty, 13 David Skrela, 14 Aurélien Rougerie, 15 Clément Poitrenaud Avbytare: 16 Sébastien Bruno, 17 Nicolas Mas, 18 Sébastien Chabal, 19 Rémy Martin, 20 Pierre Mignoni, 21 Lionel Beauxis, 22 Vincent Clerc                                              |
| Argentina | Uppställning: 1 Rodrigo Roncero, 2 Alberto Vernet Basualdo, 3 Omar Hasan, 4 Rimas Álvarez Kairelis, 5 Patricio Albacete, 6 Martín Durand, 7 Juan Martín Fernández Lobbe, 8 Gonzalo Longo, 9 Agustín Pichot (kap.), 10 Juan Martín Hernández, 11 Horacio Agulla, 12 Felipe Contepomi, 13 Gonzalo Tiesi, 14 Federico Martin Aramburu, 15 Ignacio Corleto Avbytare: 16 Marcos Ayerza, 17 Eusebio Guiñazu, 18 Esteban Lozada, 19 Juan Manuel Leguizamón, 20 Nicolás Fernández Miranda, 21 Federico Todeschini, 22 Hernán Senillosa |
| Poäng     | Frankrike: Ett försök Poitrenaud (69.), en målspark Beauxis (70.), en straffspark Elissalde (18.) Argentina: Fem försök F. Contepomi (28., 77.), Jalil (32.), Aramburu (53.), Corleto (65.), tre målspark F. Contepomi (29., 32, 78.), en straffspark F. Contepomi (21.) |

### Final
| Match     | England - Sydafrika |
| Resultat  | 6 - 15 |
| Datum     | 20 oktober 2007 |
| Arena     | Stade de France i Saint-Denis (Frankrike) |
| Domare    | Irland Alain Rolland |
| England   | Uppställning: 1 Andrew Sheridan, 2 Mark Regan, 3 Phil Vickery (kap.), 4 Simon Shaw, 5 Ben Kay, 6 Martin Corry, 7 Lewis Moody, 8 Nick Easter, 9 Andy Gomarsall, 10 Jonny Wilkinson, 11 Mark Cueto, 12 Mike Catt, 13 Mathew Tait, 14 Paul Sackey, 15 Jason Robinson Avbytare: 16 George Chuter, 17 Matt Stevens, 18 Lawrence Dallaglio, 19 Joe Worsley, 20 Peter Richards, 21 Toby Flood, 22 Dan Hipkiss                                        |
| Sydafrika | Uppställning: 1 Os du Randt, 2 John Smit (kap.), 3 CJ van der Linde, 4 Bakkies Botha], 5 Victor Matfield, 6 Schalk Burger, 7 Juan Smith, 8 Danie Rossouw, 9 Fourie du Preez, 10 Butch James, 11 Bryan Habana, 12 François Steyn, 13 Jaque Fourie, 14 JP Pietersen, 15 Percy Montgomery Avbytare: 16 Bismarck du Plessis, 17 Jannie du Plessis, 18 Johann Muller, 19 Wikus van Heerden, 20 Ruan Pienaar, 21 Andre Pretorius, 22 Wynand Olivier |
| Poäng     | England: Två straffspark Johnny Wilkinson (13., 44.) Sydafrika: Fem straffspark Percy Montgomery (07., 16., 40., 51.), Francois Steyn (62.) |

## Statistik

### Lag
| Lag         | Matcher | Vinst | Oavgjort | Förlust | Poäng | Försök | Målspark | Straffspark | Dropkick | Gula kort | Röda kort |
| Nya Zeeland | 5       | 4     | 0        | 1       | 327   | 48     | 36       | 5           | 0        | 2         | 0         |
| Sydafrika   | 7       | 7     | 0        | 0       | 278   | 33     | 25       | 21          | 0        | 3         | 0         |
| Frankrike   | 7       | 4     | 0        | 3       | 227   | 27     | 19       | 18          | 0        | 2         | 0         |
| Australien  | 5       | 4     | 0        | 1       | 225   | 31     | 20       | 8           | 2        | 2         | 0         |
| Argentina   | 7       | 6     | 0        | 1       | 209   | 23     | 14       | 18          | 4        | 3         | 0         |
| Wales       | 4       | 2     | 0        | 2       | 168   | 23     | 16       | 7           | 0        | 0         | 0         |
| England     | 7       | 5     | 0        | 2       | 140   | 12     | 7        | 17          | 5        | 1         | 0         |
| Fiji        | 5       | 3     | 0        | 2       | 134   | 16     | 12       | 10          | 0        | 2         | 0         |
| Skottland   | 5       | 3     | 0        | 2       | 129   | 15     | 15       | 8           | 0        | 1         | 0         |
| Tonga       | 4       | 2     | 0        | 2       | 89    | 9      | 7        | 10          | 0        | 3         | 1         |
| Italien     | 4       | 2     | 0        | 2       | 85    | 8      | 6        | 11          | 0        | 3         | 0         |
| Samoa       | 4       | 1     | 0        | 3       | 69    | 5      | 4        | 12          | 0        | 1         | 0         |
| Irland      | 4       | 2     | 0        | 2       | 64    | 9      | 5        | 2           | 1        | 2         | 0         |
| Japan       | 4       | 0     | 1        | 3       | 64    | 7      | 4        | 7           | 0        | 0         | 0         |
| USA         | 4       | 0     | 0        | 4       | 61    | 7      | 4        | 6           | 0        | 4         | 0         |
| Kanada      | 4       | 0     | 1        | 3       | 51    | 6      | 3        | 5           | 0        | 1         | 0         |
| Georgien    | 4       | 1     | 0        | 3       | 50    | 5      | 5        | 5           | 0        | 2         | 0         |
| Rumänien    | 4       | 1     | 0        | 3       | 40    | 5      | 3        | 3           | 0        | 1         | 0         |
| Portugal    | 4       | 0     | 0        | 4       | 38    | 4      | 3        | 3           | 1        | 1         | 0         |
| Namibia     | 4       | 0     | 0        | 4       | 30    | 3      | 3        | 2           | 1        | 0         | 1         |
| Totalt      | 48      |       |          |         | 2498  | 296    | 211      | 178         | 14       | 34        | 2         |

### Flest poäng
| Rang | Spelare                 | Lag         | Matcher | Försök | Målspark | Straffspark | Dropkick | Totalt |
| ---- | ----------------------- | ----------- | ------- | ------ | -------- | ----------- | -------- | ------ |
| 1.   | Percy Montgomery        | Sydafrika   | 7       | 2      | 22       | 17          | 0        | 105    |
| 2.   | Felipe Contepomi        | Argentina   | 7       | 3      | 11       | 18          | 0        | 91     |
| 3.   | Jonny Wilkinson         | England     | 5       | 0      | 5        | 14          | 5        | 67     |
| 4.   | Nick Evans              | Nya Zeeland | 3       | 2      | 20       | 0           | 0        | 50     |
| 5.   | Chris Paterson          | Skottland   | 5       | 1      | 10       | 7           | 0        | 46     |
| 5.   | Jean-Baptiste Élissalde | Frankrike   | 5       | 1      | 13       | 5           | 0        | 46     |
| 7.   | Pierre Hola             | Tonga       | 4       | 0      | 7        | 10          | 0        | 44     |
| 7.   | Lionel Beauxis          | Frankrike   | 6       | 1      | 6        | 9           | 0        | 44     |
| 9.   | Nicky Little            | Fiji        | 3       | 0      | 9        | 8           | 0        | 42     |
| 10.  | Matt Giteau             | Australien  | 3       | 3      | 8        | 3           | 0        | 40     |
| 10.  | Bryan Habana            | Sydafrika   | 7       | 8      | 0        | 0           | 0        | 40     |
| 10.  | Daniel Carter           | Nya Zeeland | 3       | 1      | 10       | 5           | 0        | 40     |

### Flest försök
| Rang | Spelare           | Lag         | Matcher | Försök |
| ---- | ----------------- | ----------- | ------- | ------ |
| 1.   | Bryan Habana      | Sydafrika   | 7       | 8      |
| 2.   | Drew Mitchell     | Australien  | 5       | 7      |
| 3.   | Doug Howlett      | Nya Zeeland | 3       | 6      |
|      | Shane Williams    | Wales       | 4       | 6      |
| 5.   | Joe Rokocoko      | Nya Zeeland | 3       | 5      |
|      | Chris Latham      | Australien  | 5       | 5      |
|      | Vincent Clerc     | Frankrike   | 6       | 5      |
| 8.   | Rory Lamont       | Skottland   | 4       | 4      |
|      | Sitiveni Sivivatu | Nya Zeeland | 4       | 4      |
|      | Jaque Fourie      | Sydafrika   | 4       | 4      |
|      | JP Pietersen      | Sydafrika   | 5       | 4      |
|      | Juan Smith        | Sydafrika   | 5       | 4      |
|      | Paul Sackey       | England     | 5       | 4      |